# Мохамед Діаб Ель-Аттар
Мохамед Діаб Ель-Аттар (араб. حمد دياب العطار), відоміший під прізвиськом Ад-Діба (нар. 17 листопада 1927, Александрія — пом. 30 грудня 2016, Александрія) — єгипетський футболіст, що грав на позиції нападника. Відомий за виступами в клубі «Аль-Іттіхад» з Александрії, та у складі національної збірної Єгипту, у складі якої став переможцем першого розіграшу Кубка африканських націй. Після завершення виступів на футбольних полях — єгипетський футбольний арбітр.

## Кар'єра футболіста
Мохамед Діаб Ель-Аттар народився в Александрії. З 1944 року він грав у складі місцевого футбольного клубу «Аль-Іттіхад», у складі якого провів усю свою кар'єру футболіста, яка тривала до 1958 року. У складі команди був одним із кращих бомбардирів, в 1958 році разом з Ель-Саєдом Ель-Дхізуї став кращим бомбардиром чемпіонату Єгипту. У 1948 році став у складі команди володарем Кубка Єгипту.
З 1948 року Ад-Діба грав у складі національної збірної Єгипту. У складі національної збірної футболіст двічі брав участь у футбольному турнірі Олімпійських ігор — на літніх Олімпійських іграх 1948 року в Лондоні та на літніх Олімпійських іграх 1952 року в Гельсінкі. У 1953 році у складі збірної Ад-Діба став переможцем Панарабських ігор. У 1957 року футболіст у складі збірної став переможцем дебютного і домашнього для єгипетської збірної Кубка африканських націй, на якому з 5 забитими м'ячами став кращим бомбардиром турніру, причому 4 м'ячі він забив у фінальному матчі проти збірної Ефіопії. У 1958 році футболіст завершив виступи у складі національної збірної.

## Кар'єра арбітра
Після завершення виступів на футбольних полях Мохамед Діаб Ель-Аттар став футбольним арбітром. У 1968 році він судив фінальний матч Кубка африканських націй. У 1972 році він судив матчі Кубка націй Перської затоки. У 1976 році Мохамед Діаб Ель-Аттар працював асистентом головного арбітра на матчах футбольного турніру літніх Олімпійських ігор 1976 року.

## Подальше життя
Після завершення футбольної кар'єри Ад-Діба також працював водним менеджером и журналістом. Помер Ад-Діба у 2016 році в Александрії.

## Титули і досягнення
- Переможець Панарабських ігор: 1953
- Володар Кубка африканських націй (1): 1957
- Володар Кубка Єгипту (1): 1948
- Кращий бомбардир чемпіонату Єгипту (1): 1948
- Найкращий бомбардир Кубка африканських націй: 1957 (5 голів)